# Concepción Sainz-Amor
Concepción Sainz-Amor Alonso de Celada (Cebolleros, Burgos, 8 de diciembre de 1897- Medina de Pomar, 16 de enero de 1994), fue una maestra, pedagoga y escritora española. Desarrolló una amplia investigación en las corrientes pedagógicas más innovadoras, que aplicó primero en la escuela rural y después en las escuelas urbanas del Patronato Escolar de Barcelona, en las que trabajó como directora. Además, luchó por conseguir el acceso de la mujer a la educación, sobre todo en el mundo rural.

## Trayectoria

### De la escuela rural al Patronato Escolar de Barcelona
Nació en Valle de Tobalina, en el municipio de Cebolleros (Burgos).Cursó sus primeros años de estudio en su pueblo natal y en 1916 se graduó como maestra en la Escuela Normal de Burgos, en esos años conoce la pedagogía Montessori. Empieza a ejercer la docencia en poblaciones rurales de La Rioja.Desde sus primeros años como maestra, estuvo muy comprometida con la renovación educativa y  viajó por varios países en busca de experiencias educativas modélicas. Su primer destino como docente en 1918 fue Aldeanueva de Ebro.
En esos años comienza a compaginar su trabajo como maestra rural con los viajes al extranjero (Suiza, Italia, Inglaterra, Países Escandinavos, Bélgica). Allí asiste a congresos que fueron una importante vía de difusión e intercambio de experiencias del movimiento coetáneo de la Escuela Nueva, especialmente en la llamada Educación Activa, y pudo conocer novedosas metodologías educativas, y acercarse a nuevas corrientes políticas y sociales.
En Viajes y publicaciones señalan su objetivo de abrir la escuela rural a las nueve corrientes educativas, especialmente de la escuela activa. Su libro La escuela rural activa ofrece un análisis de la complicada situación de las escuelas rurales y propuestas didácticas en un contexto social en el que la mayoría de la población española vivía y trabajaba en la ruralidad.
En 1931 se integró en el Patronato Escolar de Barcelona, que, una vez restablecido después de su supresión por la Dictadura de Primo de Rivera, inauguró poco antes de la Segunda República varios centros educativos que se convirtieron en una red de escuelas públicas de calidad y de planteamientos didácticos avanzados. Saiz-Amor fue nombrada directora del Grupo Escolar Ramon de Penyafort, en la carretera del Puerto (Casa Antúnez), en un barrio de familias muy humildes, con alto índice de analfabetismo y complejidad social.
Prosiguió con su participación en los Congresos de Escuela Nueva asistiendo al de Niza (Francia) de 1932, donde el Ayuntamiento de Barcelona aportó un reporte de su notable obra escolar. Entre noviembre de 1932 y enero del año siguiente visitó escuelas en Bélgica e Italia, pensionada por la Junta para la Ampliación de Estudios e Investigaciones Científicas, para estudiar las innovaciones en el campo de las ciencias naturales y la organización de las escuelas maternales. También visitó Viena, donde se había desarrollado una importante obra educativa en la línea de la Escuela Nueva en el clima de la nueva república austríaca. En verano de 1933 participó en las Misiones Pedagógicas, instituidas bajo el patrocinio del gobierno de la Segunda República, para acercar la cultura al ámbito rural.
Se licenció en Pedagogía en 1934 en la Universidad Autónoma de Barcelona . Participó en el Seminario de Pedagogía de aquella facultad, bajo la supervisión de Joaquín Xirau Palau, que pretendía dar un nuevo impulso educativo desde valores democráticos y progresistas.
También colaboró con el Ateneo Enciclopédico Popular. Era miembro de la Federación Española de Trabajadores de la Enseñanza de UGT.

### La tarea durante el franquismo
Terminada la guerra civil, en la etapa de represión de la dictadura franquista, fue expedientada, suspendida de empleo y sueldo y también inhabilitada para ser directora acusada de militancia en la Federación de Trabajadores de la Enseñanza (FETE-UGT). Más adelante pidió la revisión del expediente aportando nueva documentación, y fue readmitida en el magisterio pero con una sanción después de un curso sin empleo ni sueldo (1941-1942), tiempo que dedicó a formarse. Finalizado el período de inhabilitación, dirigió varios centros municipales hasta su jubilación en 1967.
En la nueva situación política trató de proseguir su obra y acción dentro de las coordenadas del régimen de la dictadura franquista. En 1945 se doctoró en la Universidad Complutense de Madrid con una tesis dirigida por el catedrático e historiador  Antonio Rumeu de Armassobre sobre las Ideas pedagógicas del padre Feijoo.
Desde 1947 se interesó por el test de Rorschach y estudió su aplicación en el campo escolar; este Interés la llevaría en 1958 a Suiza para formarse con Marguerite Loosli-Usteri.
Siendo directora de la Escuela Mossèn Jacint Verdaguer (Barcelona), en 1954, se incorporó como profesora a la reinstaurada Sección de Pedagogía de la Universidad de Barcelona, que había sido suprimida en 1939 por el franquismo. Allí impartió Pedagogía diferencial y en 1958 fue nombrada profesora adjunta.
Siguiendo su política de captar otras realidades educativas y sociales, en 1964 visitó Argentina, Brasil y Uruguay. También participó en el Congreso Internacional de la Infancia Católica en Beirut de ese mismo año.
Se convirtió en miembro de la Real Academia Europea de Doctores del Distrito Universitario de Barcelona. Su discurso de ingreso fue dedicado al valor educativo de la literatura infantil y juvenil, uno de sus campos de trabajo más queridos.

## Legado y archivo personal[18]
Actualmente, en el Archivo General de la Universidad de Burgos se conserva el fondo documental de Concepción Sainz-Amor, que fue legado por su familia. El archivo incluye entre otros documentos, manuscritos de sus obras literarias y de sus escritos pedagógicos, así como traducciones al español de publicaciones de autores extranjeros como María Montessori, y varios ejemplares de su obra editada. Tras la incorporación de este fondo al a su archivo la Universidad de Burgos ha realizado en 2019 una exposición en homenaje a su persona y a su obra.

## Publicaciones
Pedagogía y didáctica
- Las escuelas nuevas italianas. Madrid: Publicaciones de la Revista de Pedagogía. 1927
- El Método Cousinet. Madrid: Publicaciones de la Revista de Pedagogía, 1929
- El método de la escuela renovada. Madrid: Publicaciones de la Revista de Pedagogía, 1930
- Las escuelas nuevas escandinavas. Madrid: Publicaciones de la Revista de Pedagogía., 1930
- El maestro visitador. Madrid: Publicaciones de la Revista de Pedagogía, 1932
- La escuela rural activa. Madrid: Publicaciones de la Revista de Pedagogía. 1933
- Ejercicios de lenguaje y gramática . Barcelona: Seix Barral.1942-1960. (Cinco cuadernos)
- Ideas pedagógicas del Padre Feijoo . Madrid: CSIC. Instituto San José de Calasanz de Pedagogía, 1950
- La prueba de Rorschach en párvulos . Madrid: Revista de Psicología General y Aplicada, 1950
- El acto educativo. Madrid: Revista Española de pedagogía, 1955
- La vocación . Madrid: Publicaciones de la Revista Española de Pedagogía, 1957

Literatura infantil y juvenil
- Mis amigos los animales. Barcelona: Gráfica Predilecta, 1934.
- Cuentos Alemanas. Barcelona: Araluce, 1934
- Cuentos y Cosas. Barcelona: Gráfica Predilecta, 1936
- Cuentos maravillosos de la naturaleza . Barcelona: Molino, 1943
- Leyendas Españolas . Madrid: Hernando, 1945
- Cuentos piadosos de la naturaleza . Barcelona: Molino, 1948
- El pastorcillo de Gredos . Barcelona: Prima Luce, 1961
- Vivir la vida. Barcelona: Prima Luce, 1962
- Hazte querer. Barcelona: Rivadeneyra, 1966